# A Noite do Espantalho
A Noite do Espantalho é um filme musical brasileiro de 1974, dirigido por Sérgio Ricardo. Foi escolhido como representante brasileiro ao Oscar de melhor filme estrangeiro na cerimônia do Oscar 1975, mas não foi indicado. O enredo da trama é contado por canções compostas por Sérgio Ricardo e interpretadas por Alceu Valença e Geraldo Azevedo.

## Sinopse
O filme se passa na cidade cenográfico de Nova Jerusalém, no sertão de Pernambuco. Na história quem manda na cidade é o Coronel Fragoso, que é dono de grande parte das terras. Com isso Fragoso acaba acreditando ser também o dono legítimo dos nordestinos que moram na região, oprimindo-os ao seu bel prazer. Nesse cenário violento onde o poder que fala mais alto é o poder da bala, o vaqueiro Zé Tulão e o jagunço Zé do Cão - braço direito do Coronel - disputarão o amor de uma mesma mulher.

## Elenco
| Ator/atriz          | Personagem      |
| ------------------- | --------------- |
| Rejane Medeiros     | Maria do Grotão |
| Alceu Valença       | Espantalho      |
| Gilson Moura        | Zé Tulão        |
| José Pimentel       | Zé do Cão       |
| Emmanuel Cavalcanti | Coronel         |
| Luiz Gomes Corrêa   | Josué           |
| Geraldo Azevedo     | Severino        |
| Fátima Batista      | Dragão          |
| Jorge Mello         | Bento           |
| Mário de Jacob      | Terêncio        |